# Nationalausschuss (1848)
Der Ausschuss des Hl. Wenzel des Jahres 1848 (tschechisch: Svatováclavský výbor roku 1848) war eine im Revolutionsjahr 1848 gebildete proslawische parlamentarische Versammlung in Prag, der Hauptstadt des damals habsburgischen Königreiches Böhmen.

## Name
Er wurde auch als Výbor pražského měšťanstva bekannt („Prager Bürgerausschuss“ bzw. „Prager Bürger-Comité“). Der am 11. März 1848 ins Leben gerufene Nationalausschuss wurde im April in Národní výbor (deutsch: „Nationalausschuss“) umbenannt.
Die wichtigsten Aufgaben waren die Überwachung der öffentlichen Sicherheit sowie nationaler und sozialer Angelegenheiten.
Die Einberufung der ersten Sitzung geschah über Flugblätter, die vor allem an die und von den Mitgliedern der Geheimorganisation Repeal verbreitet wurden. In der ersten Versammlung wurde eine von František August Brauner an den Kaiser verfasste Petition angenommen, in der in elf Punkten die Schaffung eines selbständigen Staatsgebildes in Böhmen/Tschechien gefordert wurde. In dieser sogenannten Prager Bürgerpetition verlangte man daneben
- die Gleichstellung von Tschechen und Deutschen in allen Bereichen des öffentlichen Lebens,
- Abschaffung der Leibeigenschaft,
- Einführung der örtlichen Selbstverwaltung,
- Presse- und Versammlungsfreiheit,
- Freiheit des Glaubens und
- die Errichtung unabhängiger Gerichte und bürgerlicher Garden.

Die Petition wurde durch tausende von Bürgern aber auch von Städten mit einer Unterschrift unterstützt. Nicht gefördert wurde die Petition von Österreichisch-Schlesien und Mähren.

## Sonstiges
Eine Renaissance erlebte diese Körperschaft bei der späteren Namensgebung des Tschechoslowakischen Nationalausschusses von 1918.

## Quelle
- Svatováclavský výbor roku 1848 – eine Veröffentlichung des Národní archiv (Nationalarchiv), Prag 2005, online auf: document.tips, abgerufen am 26. Mai 2017